# Gunnar Meland
Gunnar Meland (* 21. August 1947 in Trondheim) ist ein norwegischer Curler und Olympiasieger. 
Sein internationales Debüt hatte Meland bei der Weltmeisterschaft 1976 in Duluth, er blieb aber ohne Medaille. Noch im selben Jahr gewann er bei der Europameisterschaft in West-Berlin mit der Silbermedaille sein erstes Edelmetall. 
Den Weltmeistertitel gewann Meland 1979 und 1984.
Meland war Ersatzspieler der norwegischen Mannschaft bei den XV. Olympischen Winterspielen 1988 in Calgary im Curling. Die Mannschaft von Skip Eigil Ramsfjell gewann die olympische Goldmedaille nach einem 10:2-Sieg im Finale gegen die Schweiz um Skip Hansjörg Lips. Da Curling damals noch eine Demonstrationssportart war, besitzt die Medaille keinen offiziellen Status.

## Erfolge
- 1. Platz Olympische Winterspiele 1988 (Demonstrationswettbewerb)
- Weltmeister 1979, 1984
- 2. Platz Weltmeisterschaft 1978, 1980
- 2. Platz Europameisterschaft 1976, 1980
- 3. Platz Weltmeisterschaft 1983
- 3. Platz Europameisterschaft 1979, 1985